# پیش از سیل
پیش از سیل (انگلیسی: Before the Flood) فیلمی در ژانر مستند به کارگردانی فیشر استیونس است که در سال ۲۰۱۶ منتشر شد. این فیلم در همکاری با استیونز، لئوناردو دی کاپریو، جیمز پکر، برت رتنر، تروور دیویدوسکی و جنیفر دیویسون کیلوران تولید شد. همچنین مارتین اسکورسیزی یک از تهیه کنندگان اجرایی آن است.

## خلاصه فیلم
این مستند نگاهی به تاثیرات تغییر آب و هوا بر روی محیط زیست انسان دارد و اینکه مردم چه کارهایی می‌توانند انجام دهند تا از مرگ گونه‌های در معرض خطر، اکوسیستم و گونه‌های بومی جلوگیری کنند...